# Priolo-Melilli vasútállomás
Priolo-Melilli egy vasútállomás Olaszországban, Szicília régióban, Siracusa megyében, Priolo Gargallo településen. Forgalma alapján az olasz vasútállomás-kategóriák közül a bronz kategóriába tartozik.

## Vasútvonalak
Az állomást az alábbi vasútvonalak érintik:
- Messina-Siracusa-vasútvonal